# 壁宿增廿
壁宿增廿（双鱼座47，47 Psc）是双鱼座的一颗恒星，视星等为+5.06，距离地球约530光年。